# Conus arabicus
Conus arabicus é uma espécie de gastrópode do gênero Conus, pertencente à família Conidae.